# Pape Malick Diop
Papa Malick Diop (Cherif-Lô, 29 de dezembro de 1974) é um ex jogador de futebol senegalês, que jogou a Copa do Mundo FIFA de 2002.
Ele já jogou por Racing Strasbourg (França), Neuchâtel Xamax (Suíça), EA Guingamp (França) e FC Lorient (França).